# モンテマーニョ・モンフェッラート
モンテマーニョ・モンフェッラート（伊: Montemagno Monferrato）は、イタリア共和国ピエモンテ州アスティ県にある、人口約1,100人の基礎自治体（コムーネ）。
2023年11月2日、モンテマーニョ（Montemagno）から現在の名称に変更された。

## 地理

### 位置・広がり

#### 隣接コムーネ
隣接するコムーネは以下の通り。括弧内のALはアレッサンドリア県所属を示す。
- アルタヴィッラ・モンフェッラート (AL)
- カゾルツォ
- カスタニョーレ・モンフェッラート
- グラーナ・モンフェッラート
- レフランコーレ
- ヴィアリージ

#### 地震分類
イタリアの地震リスク階級 (it) では、4 に分類される
。